# Antun Stipančić
Antun Stipančić (* 18. Mai 1949 in Duga Resa, Jugoslawien; † 20. November 1991 in Zagreb) war ein jugoslawischer Tischtennisspieler. Er gehörte in den 1960er, 1970er und 1980er Jahren zu den Besten der Welt. 1979 wurde Stipančić Weltmeister im Doppel.
Laut langjährigem Trainer Josip Trupković lautete Stipančićs Vorname Anton statt Antun. Zudem war er unter dem Spitznamen Tova bekannt, so wurde er ursprünglich vom jüngeren Bruder genannt.

## Leben
Er begann seine Karriere in der Geburtsstadt Duga Resa und war kroatischer Herkunft.
Antun Stipančić errang eine Vielzahl von internationalen Titeln und Platzierungen im Einzel, Doppel und mit der Mannschaft. Ende der 1950er Jahre war er von Josip Trupković entdeckt und gefördert worden. Schon 1961 gewann er sein erstes Turnier. Stipančić war Linkshänder, ein – etwas verspielter – Offensivspieler, der alles mit Top- und Sidespin erreichen wollte. Möglicherweise war es der fehlende „harte Schuss“, der ihn 1975 in Kalkutta im Finale gegen István Jónyer den Titel kostete. Journalisten und Fans nannten ihn gerne „Den Mann mit der goldenen Hand“.
In Jugoslawien spielte Stipančić für den Verein GSTK VJESNIK Zagreb und war ab 1970 dessen Mitglied. 1981 wechselte er in die 2. Bundesliga zum TSV Kronshagen, den er am Ende dieser Saison Richtung Jugoslawien wieder verließ.
Ihm zum Gedenken wurde ein Turnier namens „Anton Tova Stipančić“ in Zagreb abgehalten.
2023 wurde der Dokumentarfilm „Tova – Die beste Hand, der schlechteste Ellbogen“ (Originaltitel: „TOVA – najbolja ruka, najlošiji lakat“) veröffentlicht, welcher auch im ITTF Museum in Shanghai gezeigt wird.

## Privat
Stipančić hatte drei Kinder. Er starb 1991 an einem Herzinfarkt und wurde auf dem Mirogoj-Friedhof in Zagreb beigesetzt. Sein jüngerer Bruder Ivica – ebenso wie der Vater auch herzkrank – war auch ein starker Tischtennisspieler.

## Erfolge
Bei Welt- und Europameisterschaften gewann er insgesamt 27 Medaillen.

### Teilnahme an Tischtennisweltmeisterschaften
- 1969 in München
  - 3. Platz mit Herrenteam
- 1971 in Nagoya
  - 3. Platz mit Herrenteam
  - 2. Platz Mixed mit Maria Alexandru
- 1973 in Sarajewo
  - 3. Platz Einzel
  - 3. Platz Doppel mit Dragutin Šurbek
- 1975 in Kalkutta
  - 2. Platz Einzel
  - 2. Platz mit Herrenteam
  - 2. Platz Doppel mit Dragutin Šurbek
- 1977 in Birmingham
  - 3. Platz Doppel mit Dragutin Šurbek
- 1979 in Pjöngjang
  - 1. Platz Doppel mit Dragutin Šurbek
- 1981 in Novi Sad
  - 3. Platz Einzel
  - 3. Platz Doppel mit Dragutin Šurbek

### Teilnahme an Europameisterschaften
- 1968 in Lyon
  - 1. Platz Doppel mit Edvard Vecko
  - 3. Platz mit Herrenteam
- 1970 in Moskau
  - 1. Platz Doppel mit Dragutin Šurbek
  - 2. Platz mit Herrenteam
- 1972 in Rotterdam
  - 2. Platz mit Herrenteam
- 1974 in Novi Sad
  - 3. Platz Einzel
  - 3. Platz Doppel mit Dragutin Šurbek
  - 3. Platz mit Herrenteam
- 1976 in Prag
  - 1. Platz mit Herrenteam
  - 1. Platz Mixed mit Eržebet Palatinuš
  - 3. Platz Doppel mit Dragutin Šurbek
- 1978 in Duisburg
  - 3. Platz Doppel mit Dragutin Šurbek
- 1980 in Bern
  - 2. Platz Doppel mit Dragutin Šurbek

### Teilnahme am Europäischen Ranglistenturnier Top-12
- 1972 in Zagreb Platz 1

## Turnierergebnisse
| Verband | Veranstaltung                         | Jahr | Ort         | Land | Einzel        | Doppel        | Mixed         | Team |
| ------- | ------------------------------------- | ---- | ----------- | ---- | ------------- | ------------- | ------------- | ---- |
| YUG     | Balkan Meisterschaft                  | 1979 | Athen       | GRE  |               | Gold          | Gold          | 1    |
| YUG     | Balkan Meisterschaft                  | 1978 | Nis         | YUG  | Silber        | Gold          | Silber        | 1    |
| YUG     | Balkan Meisterschaft                  | 1975 | Sofia       | BUL  | Gold          | Gold          | Gold          | 1    |
| YUG     | Balkan Meisterschaft                  | 1968 | Skopje      | YUG  | Halbfinale    | Gold          |               | 1    |
| YUG     | Balkan Meisterschaft                  | 1967 | Antalya     | TUR  | Halbfinale    | Silber        | Gold          | 1    |
| YUG     | Europameisterschaft                   | 1980 | Bern        | SUI  | letzte 16     | Silber        | Halbfinale    |      |
| YUG     | Europameisterschaft                   | 1978 | Duisburg    | FRG  |               | Halbfinale    | Viertelfinale |      |
| YUG     | Europameisterschaft                   | 1976 | Prag        | TCH  | Viertelfinale | Halbfinale    | Gold          | 1    |
| YUG     | Europameisterschaft                   | 1974 | Novi Sad    | YUG  | letzte 16     | Halbfinale    | Halbfinale    |      |
| YUG     | Europameisterschaft                   | 1972 | Rotterdam   | NED  | Halbfinale    | Viertelfinale | Viertelfinale | 2    |
| YUG     | Europameisterschaft                   | 1970 | Moskau      | URS  | Viertelfinale | Gold          |               | 2    |
| YUG     | Europameisterschaft                   | 1968 | Lyon        | FRA  |               | Gold          |               |      |
| YUG     | Europameisterschaft                   | 1966 | London      | ENG  | letzte 16     |               |               |      |
| YUG     | Jugend-Europameisterschaft (Junioren) | 1966 | Szombathely | HUN  |               | Silber        | Gold          |      |
| YUG     | EURO-TOP12                            | 1977 | Sarajevo    | YUG  | 8             |               |               |      |
| YUG     | EURO-TOP12                            | 1976 | Lübeck      | FRG  | 7             |               |               |      |
| YUG     | EURO-TOP12                            | 1975 | Wien        | AUT  | 2             |               |               |      |
| YUG     | EURO-TOP12                            | 1974 | Trollhatten | SWE  | 6             |               |               |      |
| YUG     | EURO-TOP12                            | 1973 | Böblingen   | FRG  | 3             |               |               |      |
| YUG     | EURO-TOP12                            | 1972 | Zagreb      | YUG  | 1             |               |               |      |
| YUG     | EURO-TOP12                            | 1971 | Zadar       | YUG  | 2             |               |               |      |
| YUG     | Mittelmeer-Spiele                     | 1979 | Hvar Split  | YUG  | 3. Platz      | Silber        | Silber        | 1    |
| YUG     | Weltmeisterschaft                     | 1981 | Novi Sad    | YUG  | letzte 64     | Halbfinale    | letzte 64     |      |
| YUG     | Weltmeisterschaft                     | 1979 | Pyongyang   | PRK  | letzte 64     | Gold          | letzte 16     | 9    |
| YUG     | Weltmeisterschaft                     | 1977 | Birmingham  | ENG  | letzte 16     | Halbfinale    | letzte 64     | 8    |
| YUG     | Weltmeisterschaft                     | 1975 | Calcutta    | IND  | Silber        | Silber        | letzte 16     | 2    |
| YUG     | Weltmeisterschaft                     | 1973 | Sarajevo    | YUG  | Halbfinale    | Halbfinale    | Viertelfinale | 6    |
| YUG     | Weltmeisterschaft                     | 1971 | Nagoya      | JPN  | letzte 16     | Viertelfinale | Silber        | 3    |
| YUG     | Weltmeisterschaft                     | 1969 | München     | FRG  | Viertelfinale | letzte 64     | letzte 32     | 3    |
| YUG     | Weltmeisterschaft                     | 1967 | Stockholm   | SWE  | letzte 64     | letzte 32     | letzte 32     | 7    |
| YUG     | Weltmeisterschaft                     | 1965 | Ljubljana   | YUG  | letzte 128    | letzte 64     | Qual          |      |

## Philatelie
Die Post in Zagreb verwendete folgende Sonderstempel:
- 12. August 1995: Antun Stipančić Memorial Turnier Zagreb.
- 27. November 1998: Antun Stipančić Memorial Turnier Zagreb.
- 4. Februar 2002: Tischtenniseuropameisterschaft 2002, Šurbek Stipančić.